# Назим, Фейсал
Фейсал Назим (англ. Faisal Naseem; род. 20 июля 1973, Малкараванарт (Малкар)) — мальдивский государственный и политический деятель. Занимает должность вице-президента страны после избрания Ибрагима Мохамеда Солиха на президентских выборах 23 сентября 2018 года. Вступил в должность 17 ноября 2018 года, сменив на этой должности Абдуллу Джихада. Ранее Фейсал Назим работал в социальной сфере, а также в туристической отрасли.

## Ранний период жизни
Родился 20 июля 1973 года в Фунааду на мальдивском атолле Фувахмула. В 1986 году стал работать в социальной сфере. Получил высшее образование в Великобритании, имеет степень бакалавра в области гостиничного и туристического менеджмента Бирмингемского университета и степень магистра делового администрирования Кардиффском столичном университете.

## Карьера
До переезда в Великобританию Фейсал Назим работал в туристической отрасли, занимая должности от помощника менеджера до генерального директора отеля. Изначально планировал построить карьеру именно в этой сфере. В 1999 году Фейсал был награждён Национальной молодежной премией в области социальных услуг, а в 2015 году получил премию «Особое признание». В 2014 году был назначен послом по нетрудоспособности.

## Политическая деятельность
В 2004 году увлёкся политикой, стал членом парламента от своего родного избирательного округа Фувахмуле во время разработки новой конституции с 2004 по 2008 год. После успешного принятия конституции оставался в стороне от политики в течение следующих 5 лет. В 2014 году стал депутатом парламента от избирательного округа Кашидху. 13 июля 2018 года Фейсал Назим стал кандидатом в вице-президенты на президентских выборах.